# Luis Octavio de Toledo
Luis Octavio de Toledo y Zulueta (Madrid, 2 de setembro de 1857 – Madrid, 18 de fevereiro de 1934) foi um matemático espanhol. Foi professor de análise na Universidade Complutense de Madrid.
Visitou o Congresso Internacional de Matemáticos de 1912 em Cambridge e organizou série de conferências de Albert Einstein em sua visita à Espanha em 1923.

## Obras
- Elementos de la Teoría de la Formas, León 1889
- Tratado de Álgebra, 1905
- Tratado de Trigonometría rectilínea y esférica, 1905
- Elementos de Aritmética universal, 2 Volumes 1900, 1916
- Elementos de Análisis Matemático, Volume 1: Introducción al estudio de las Funciones de variable compleja, 1907